# 马坦努尔
马坦努尔（Mattannur），是印度喀拉拉邦Kannur县的一个城镇。总人口44317（2001年）。

## 人口
该地2001年总人口44317人，其中男性21659人，女性22658人；0—6岁人口4970人，其中男2545人，女2425人；识字率81.83%，其中男性为85.26%，女性为78.55%。